# Aleksiej Łarionow
Aleksiej Nikołajewicz Łarionow (ros. Алексе́й Никола́евич Ларио́нов, ur. 19 sierpnia 1907 we wsi Gribanowka w guberni archangielskiej, zm. 22 września 1960 w Riazaniu) – radziecki polityk, członek KC KPZR (1952-1960), Bohater Pracy Socjalistycznej (1959).
W 1926 sekretarz wiejskiego komitetu chłopskiej pomocy wzajemnej, później sekretarz odpowiedzialny wiejskiego komitetu, następnie powiatowego komitetu Komsomołu w guberni archangielskiej. Od 1927 w WKP(b), od września 1929 do marca 1932 w wojskach OGPU, 1932-1933 studiował na Wydziale przygotowawczym Instytutu Czerwonej Profesury, 1933-1935 zastępca szefa wydziału politycznego stanicy maszynowo-traktorowej ds. pracy partyjnej w Krzyżopolu w obwodzie winnickim. Od września 1935 do kwietnia 1938 ponownie studiował w Instytucie Czerwonej Profesury. Po czym został III sekretarzem, w 1940 II sekretarzem, a w lipcu 1942 I sekretarzem Komitetu Obwodowego WKP(b) w Jarosławiu (do 26 sierpnia 1946). Od sierpnia 1946 do 10 lipca 1948 kierownik wydziału kadr organów partyjnych Zarządu Kadr KC WKP(b), od 8 grudnia 1948 do śmierci I sekretarz Komitetu Obwodowego WKP(b)/KPZR w Riazaniu, od 14 października 1952 członek KC KPZR. Deputowany do Rady Najwyższej ZSRR 2 kadencji. Zastrzelił się.

## Odznaczenia
- Medal Sierp i Młot Bohatera Pracy Socjalistycznej (25 grudnia 1959)
- Order Lenina (czterokrotnie - 1 czerwca 1945, 7 lutego 1957, 29 sierpnia 1957 i 25 grudnia 1959)
- Order Wojny Ojczyźnianej I klasy (1 lutego 1945)
- Order Czerwonego Sztandaru Pracy (trzykrotnie - 25 marca 1942, 22 stycznia 1944 i 14 lipca 1944)
- Medal „Za ofiarną pracę w Wielkiej Wojnie Ojczyźnianej 1941–1945”
- Medal „Za pracowniczą dzielność”